# Mouvement pour le rattachement de la Sarre à la France
Pour les articles homonymes, voir MRS.
Le Mouvement pour le Rattachement de la Sarre à la France (MRS) était une organisation au-dessus des partis qui, après la Seconde Guerre mondiale, a travaillé en faveur de l'annexion économique et politique de la Sarre à la France.

## Histoire
L'association avait été fondée à Paris au printemps 1945 par des exilés sarrois sous le nom de Mouvement pour la Libération de la Sarre (MLS). Après l'occupation de la Sarre par les Américains, toute activité politique y fut d'abord interdite et faisait l'objet de poursuites par les autorités. Ce n'est qu'après le remplacement des forces américaines par l'armée française, en juillet 1945, et l'autorisation des associations politiques, à la fin de 1945, que le MLS fut en mesure d'agir librement.
L'organisation fut alors rebaptisée Mouvement pour le Rattachement de la Sarre à la France et elle connut un grand nombre d'adhésions au point que, d'après ses propres indications, elle comptait déjà 100 000 membres en 1946. Parmi eux on trouvait d'ailleurs bon nombre d'anciens nazis, qui espéraient, grâce à leur adhésion au MRS, ne pas être expulsés par le gouvernement militaire français.
Le chef du mouvement dans les années 1946 à 1949 était Friedrich Pfordt (de), rédacteur en chef du journal Die Neue Saar. Le MRS était représenté par des membres dans tous les partis pro-français. On y trouvait des sous-préfets et des maires ainsi que plusieurs membres de la Commission constitutionnelle (1947). Le seul parti autorisé qui se prononçait contre l'annexion de la Sarre par la France était le Parti communiste sarrois (de).
Après que la France eut pris ses distances avec l'annexion politique de la Sarre, et que le rattachement économique eut été achevé en 1948, l'action du MRS devint sans objet.

## Référence de traduction
- (de) Cet article est partiellement ou en totalité issu de l’article de Wikipédia en allemand intitulé « Mouvement pour le Rattachement de la Sarre à la France » (voir la liste des auteurs).